# Hedwig Leenaert
Hedwig Leenaert, född 28 november 1931, död 19 juni 2017, var en friidrottare från Belgien. Han deltog vid olympiska sommarspelen 1960.